# Anaetius kuijteni
Anaetius kuijteni is een keversoort uit de familie bladsprietkevers (Scarabaeidae). De wetenschappelijke naam van de soort is voor het eerst geldig gepubliceerd in 1969 door Petrovitz.